# Os Presidentes (comercial de televisão)
Os Presidentes é um comercial de televisão realizado pela W/Brasil para a Folha de S.Paulo cuja linha narrativa segue a sucessão dos presidentes do Brasil, datado de 1997. Segundo o publicitário brasileiro Washington Olivetto, dentre os diversos comerciais que suas agências fizeram para o jornal a Folha, tanto “Collor Antes e Depois” (1991) quanto “Os Presidentes” (1997) - ambos premiados em Cannes - foram moldados por uma peça publicitária anterior: “Hitler”.

## Premiações
A peça publicitária ganhou vários prêmios, dentre eles um Leão de prata no festival publicitário de Cannes, na França. No Brasil, por sua vez, recebeu o Grand Prix do 19º Festival Brasileiro de Propaganda.